# Halopegia
Halopegia Eichler − rodzaj helofitycznych roślin z rodziny marantowatych. Należą do niego trzy gatunki występujące w środkowo-zachodniej Afryce, na Madagaskarze oraz w południowo-wschodniej Azji.
Nazwa naukowa rodzaju pochodzi od greckich słów άλας ('alas – sól) i πηγή (pygi – źródło). 

## Zasięg geograficzny
Zasięg Halopegia azurea obejmuje zachodnią i środkowo-zachodnią Afrykę tropikalną. H. blumei występuje w południowo-wschodniej Azji, na obszarze od Bangladeszu do Półwyspu Indochińskiego, oraz na Jawie. H. perrieri jest endemitem północnego Madagaskaru.

## Morfologia
PokrójWieloletnie rośliny zielne.
KwiatyWyrastają w zredukowanych wierzchotkach zebranych w proste lub słabo rozgałęzione kwiatostany. Osie wierzchotek wyraźnie spłaszczone i bruzdowane. Przysadki nieobecne. Listki okwiatu silnie nierówne. Rurka korony bardzo krótka lub szczątkowa. Jeden lub dwa zewnętrzne prątniczki bardzo nierówne, mniejszy czasami efemeryczny. Guzowaty prątniczek wyraźnie duży z wąskim, listkowatym brzegiem. Kapturkowaty prątniczek z prostym, raczej szczątkowym wyrostkiem blisko wierzchołka. Zalążnia trójkomorowa, jednak dwie komory są słabo rozwinięte i niekiedy puste i spłaszczone.
OwoceJednonasienne, ziarniakowate, niepękające torebki.

## Systematyka
Pozycja systematycznaRodzaj z rodziny marantowatych (Marantaceae) z rzędu imbirowców (Zingiberales).
Wykaz gatunków
- Halopegia azurea (K.Schum.) K.Schum
- Halopegia blumei (Koern.) K.Schum.
- Halopegia perrieri Guillaumin

## Zastosowanie użytkowe
Liście Halopegia azurea są szeroko wykorzystywane w Afryce do owijania pożywienia, podawania potraw, przykrywania koszy, a także produkcji pojemników, parasoli, naczyń i wachlarzy.